# Rolf Elberfeld
Rolf Elberfeld (* 28. April 1964 in Billerbeck) ist ein deutscher Philosoph und Übersetzer, der hauptsächlich mit Veröffentlichungen zur interkulturellen Philosophie (Japan, China) bekannt wurde.

## Biografie
Er studierte Theologie, Philosophie, Japanologie, Sinologie und Religionsgeschichte an der Universität Würzburg. 1989 erhielt er ein Forschungsstipendium des japanischen Erziehungsministeriums an der staatlichen Universität Kyōto, anschließend ein Promotionsstipendium im Graduiertenkolleg „Interkulturelle religiöse- bzw. religionsgeschichtliche Studien“ an der Universität Bonn. Nach Lehraufträgen in den Fächern Religionsgeschichte und Philosophie an der Universität Würzburg erfolgte 1995 die Promotion im Fach Philosophie bei Heinrich Rombach. Thema der Dissertation: Kitarō Nishida und die Frage nach der Interkulturalität. 1997–2003 war er Wissenschaftlicher Assistent im Fach Philosophie an der Universität Wuppertal. Die Habilitationsschrift (2001) beschäftigte sich mit dem Thema Dōgens Phänomenologie der Zeit und die Methoden komparativer Philosophie, für diese Arbeit erhielt er den Straniak-Philosophie-Preis. 2002 erhielt er den Karl-Jaspers-Förderpreis für Philosophie der Stiftung Niedersachsen. Es folgten Lehraufträge an verschiedene Universitäten. 2008 erhielt er Rufe an die Universitäten Zürich (Professur am Forschungsschwerpunkt Asien und Europa), Innsbruck (Professur für Philosophie) und Hildesheim (Professur für Kulturphilosophie), 2010 schließlich einen Ruf an die Universität Wien (Professur für Philosophie in einer globalen Welt). Momentan ist er Inhaber einer Professur für Kulturphilosophie an der Universität Hildesheim.
Forschungsschwerpunkte sind Phänomenologie, interkulturelle Ethik und Ästhetik, Kulturphilosophie, Philosophie des Leibes und der Interkulturalität. Seit dem 1. April 2019 leitet er ein Reinhart-Koselleck-Projekt zum Thema Geschichten der Philosophie in globaler Perspektive, das insgesamt für fünf Jahre von der DFG gefördert wird.

## Transformative Phänomenologie
Seit der Habilitation entwickelt Elberfeld den Ansatz einer „transformativen Phänomenologie“. Dieser Ansatz ist im Rahmen der phänomenologischen Begegnung mit der ostasiatischen Welt entstanden. Im Unterschied zur „deskriptiven Phänomenologie“ (Husserl) und „hermeneutischen Phänomenologie“ (Heidegger, Gadamer) stellt die transformative Phänomenologie ausgehend von ostasiatischen Denkwegen den transformativen Übungscharakter phänomenologischen Vorgehens ins Zentrum des Erfahrens, Denkens und Sprechens. Demgemäß ist die phänomenologische Übung selbst der Ort, an dem und in dem die Phänomene ein reflexives Leben gewinnen. Die Phänomene werden zu Übungswegen, die auf schlechthin keine Weise von einem überzeitlichen Ziel bestimmt werden.

## Schriften
Monografien
- Kitarō Nishida (1870–1945). Das Verstehen der Kulturen. Moderne japanische Philosophie und die Frage nach der Interkulturalität. Rodopi, Amsterdam 1999.
- Denkansätze zur buddhistischen Philosophie in China. Seng Zhao – Jizang – Fazang zwischen Interpretation und Übersetzung. Mit Günter Wohlfart, Michael Leibold, Mathias Obert. Mandarin-Ausgabe. Hg. Dirk Müller, Dirk Strohmann. Edition Chora, Köln 2000.
- Phänomenologie der Zeit im Buddhismus. Methoden interkulturellen Philosophierens. Frommann-Holzboog, Stuttgart-Bad Cannstatt 2004.
- Sprache und Sprachen. Eine philosophische Grundorientierung. Karl Alber, Freiburg i. Br./München 2012.
- Philosophieren in einer globalisierten Welt. Wege zu einer transformativen Phänomenologie. Karl Alber: Freiburg i. Br/München 2017.
- Zen. Reclam, Stuttgart 2017.
- Dekoloniales Philosophieren. Versuch über philosophische Verantwortung und Kritik im Horizont der europäischen Expansion. Olms, Hildesheim 2021.

Editionen
- Komparative Philosophie. Begegnungen zwischen östlichen und westlichen Denkwegen. Hg. mit J. Kreuzer, J. Minford, G. Wohlfart. Fink-Verlag, München 1998.
- Translation und Interpretation. Hg. mit J. Kreuzer, J. Minford, G. Wohlfart. Fink-Verlag, München 1999.
- Kitarō Nishida: Logik des Ortes. Der Anfang der modernen Philosophie in Japan. hg., übers. u. eingel. v. R. Elberfeld. Wissenschaftliche Buchgesellschaft, Darmstadt 1999.
- Komparative Ästhetik. Künste und ästhetische Erfahrungen in Asien und Europa. Hg. mit G. Wohlfart. Edition Chora, Köln 2000.
- Komparative Ethik. Das „Gute Leben“ in Asien und Europa. Hg. mit G. Wohlfart. Edition Chora, Köln 2002.
- Dōgen: Shōbōgenzō. Ausgewählte Texte. Anders Philosophieren aus dem Zen. Zweisprachige Ausgabe. Übers. u. hg. mit R. Ōhashi. Keio-Verlag, Tōkyō 2006 / Frommann-Holzboog, Stuttgart-Bad Cannstatt 2006.
- Was ist Philosophie? Programmatische Texte von Platon bis Derrida. Reclam, Stuttgart 2006.
- Kitarō Nishida in der Philosophie des 20. Jahrhunderts. Mit Texten Nishidas in deutscher Übersetzung. Hg. mit Y. Arisaka. Karl-Alber, Freiburg i. Br./München 2014.
- Philosophiegeschichtsschreibung in globaler Perspektive. Meiner, Hamburg 2017.